# 自然園前站

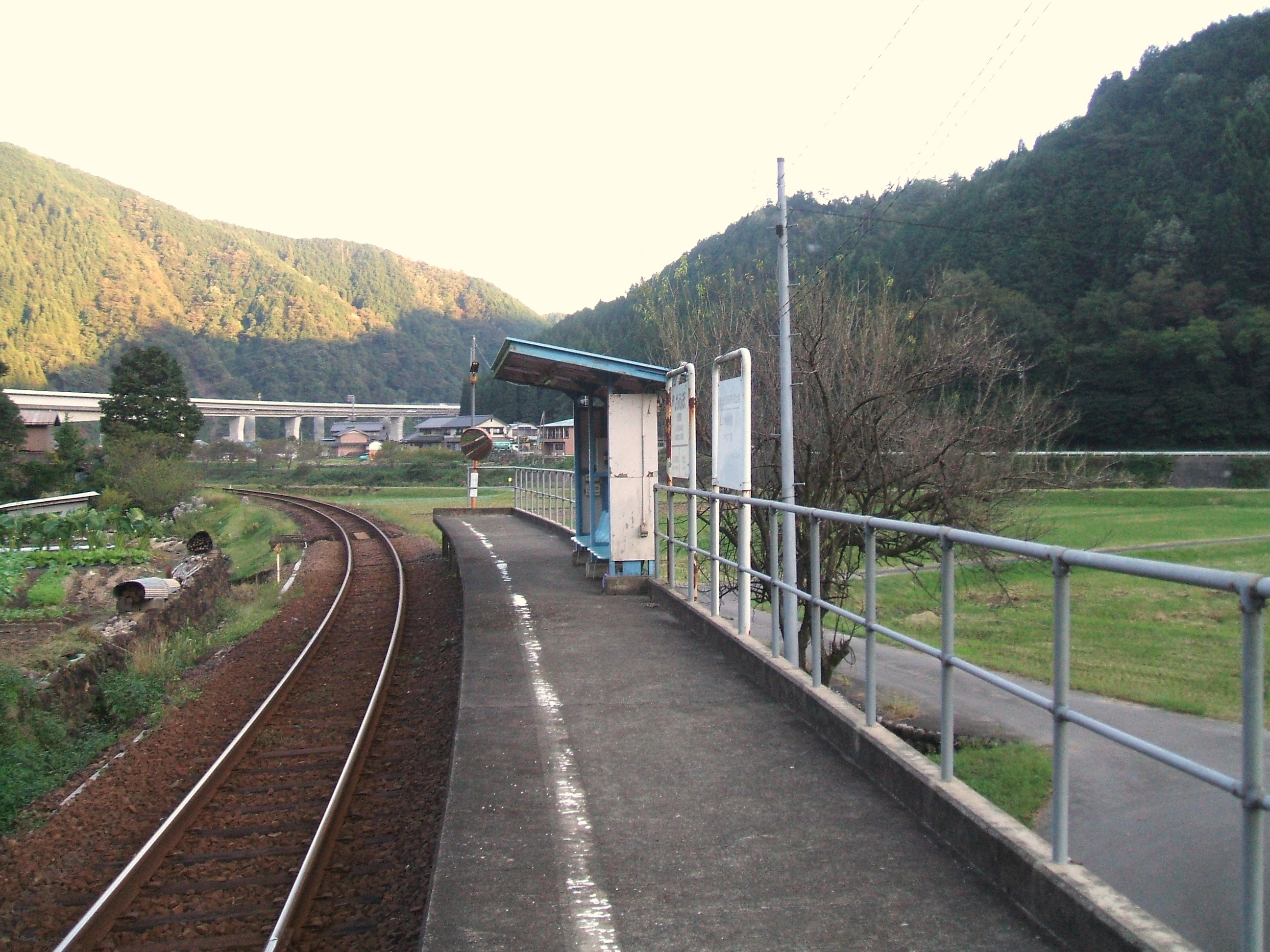
月台（2009年10月）

自然園前站（日语：／ Shizenen-mae eki */?）是位於岐阜縣郡上市八幡町，屬於長良川鐵道的越美南線車站。車站編號是26。

## 歷史
- 1986年（昭和61年）12月11日 - 國鐵越美南線由長良川鐵道接管，此站同日啟用[1]。

## 車站構造
此站是設有1面1線單式月台的地面車站。候車室坐落在月台中央附近，而月台靠近下行方向處則設有出入口。此站是無人車站，站內沒有設置自動售票機。

## 使用狀況
| 年度               | 1日平均 乘車人次 | 1日平均 乘車人次 |
| ------------------ | ---------------- | ---------------- |
| 2011年（平成23年） | 3                |                  |
| 2012年（平成24年） | 7                |                  |
| 2013年（平成25年） | 2                |                  |
| 2014年（平成26年） | 4                |                  |
| 2015年（平成27年） | 4                |                  |

## 車站周邊
- 郡上八幡自然園 - 野外學習設施（營地）
- 國道156號
- 長良川

## 相鄰車站
長良川鐵道
越美南線
郡上八幡（25）－自然園前（26）－山田（27）

## 注腳
1. 1 2  曾根悟（日语：曽根悟）（監修）. 朝日新聞出版分冊百科編集部（編集） , 编. . 週刊朝日百科. 26号 長良川鉄道・明知鉄道・樽見鉄道・三岐鉄道・伊勢鉄道. 朝日新聞出版. 2011-09-18: 11 （日语）.

## 外部連結
- 自然園前站｜【官方網站】長良川鐵道株式會社 （页面存档备份，存于）（日語）